# Huyện Saddamiyat al-Mitla'
Saddamiyat al-Mitla' (tiếng Ả Rập: قضاء صدامية المطلاع) là một huyện thuộc tỉnh Basra trong thời kỳ Iraq chiếm đóng Kuwait vào năm 1990–1991. Việc thành lập huyện này được công bố vào ngày 28 tháng 8 năm 1990. Cái tên này nhằm tôn vinh Tổng thống Iraq Saddam Hussein. Trong khi phần còn lại của Kuwait được sáp nhập thành tỉnh thứ 19 của Iraq, các vùng chiến lược phía bắc của Kuwait được sáp nhập thành huyện Saddamiyat al-Mitla' như một phần thuộc tỉnh Basra.
Huyện có diện tích khoảng 7.000 kilômét vuông (2700 dặm vuông Anh). Huyện này bao gồm đảo Warbah, đảo Bubiyan, khu vực xung quanh Abdali, mỏ dầu Raudhatain, mỏ dầu Sabriya, mỏ dầu Ratqa và phần phía nam của mỏ dầu Rumaila. Ngoài tài nguyên dầu mỏ, huyện này còn nắm giữ hầu hết các nguồn nước ngầm của Kuwait. Truyền thông Iraq tuyên bố rằng họ cũng sẽ xây cất một thành phố mới mang tên Saddamiyat al-Mitla' ngay tại huyện này.
Vào thời điểm đó, có người suy đoán về việc liệu đặt huyện Saddamiyat al-Mitla' ở tỉnh Basrah thay vì tỉnh Kuwait có cho thấy rằng Iraq có thể đã sẵn sàng rút lui khỏi phần còn lại của Kuwait nhưng vẫn giữ các khu vực phía bắc.